# GSC7660-1780
GSC7660-1780 — хімічно пекулярна зоря спектрального класу
Зорі спектрального класу й має видиму зоряну величину в смузі V приблизно 10,0.